# نظریه شیء انتزاعی
نظریه شیء انتزاعی (انگلیسی: Abstract object theory)، شاخه ای از متافیزیک در مورد انتزاعی و انضمامیها است. در اصل توسط متافیزیکدان ادوارد زالتا در سال ۱۹۸۱، این نظریه گسترش فلسفه ریاضیات بود.